# ¿Grandes exitos?
¿Grandes exitos? è la prima raccolta del gruppo spagnolo Jarabe de Palo, pubblicata nel 2003.

## Tracce
1. La flaca - 4:22
2. Grita - 3:32
3. Depende - 4:24
4. Tiempo - 4:44
5. El bosque de palo - 3:31
6. Perro apaleao - 3:24
7. Pura sangre - 4:07
8. Agua - 4:16
9. Completo incompleto - 3:20
10. El lado oscuro - 4:49
11. Dos días en la vida - 6:23
12. De vuelta y vuelta - 5:46
13. Duerme conmigo - 3:23
14. Agustito con la vida - 3:23
15. En lo puro no hay futuro - 4:18
16. El lunar de Maria - 4:43
17. A lo loco (con P. Tinto) - 4:20